# Wiechlina tatrzańska
Wiechlina tatrzańska, wyklina tatrzańska (Poa × nobilis Skalińska) – gatunek rośliny z rodziny wiechlinowatych (Poaceae). Przypuszczalnie jest mieszańcem żyworodnej formy wiechliny alpejskiej (P. alpina L. var. vivipara L.) oraz wiechliny granitowej (P. granitica Braun Blanqet).

## Rozmieszczenie geograficzne
Występuje tylko w Tatrach (endemit tatrzański), zarówno w polskich, jak i słowackich. W polskich Tatrach podano jej występowanie tylko na 9 stanowiskach: Wrota Chałubińskiego, Rysy, poniżej Mięguszowieckiej Przełęczy pod Chłopkiem, Dolinka Kozia, Kasprowy Wierch, Granaty, Wielka Galeria Cubryńska, Dolina za Mnichem, nad Czarnym Stawem pod Rysami, Cubryna, Przełączka pod Zadnim Mnichem. Prawdopodobnie występuje w wielu jeszcze miejscach, jednak jest trudna do odróżnienia od innych gatunków tatrzańskich wiechlin, wiele też miejsc nie zostało jeszcze przez botaników spenetrowanych.

## Morfologia
PokrójRoślina z rozłogami tworząca kępy. Źdźbło do 50 cm wysokości.
LiścieSzerokości 2-3 mm. Języczek liściowy długości ok. 3 mm.
KwiatyBrak. Zamiast kwiatów w obrębie wiechy powstają rozmnóżki. Wiecha do 8,5 cm długości.

## Biologia i ekologia
Bylina, hemikryptofit. Rośnie tylko na granitowym podłożu, głównie na piargach oraz stromych zboczach. Występuje u niej zjawisko pseudożyworodności: z kwiatów zamiast owoców powstają rozmnóżki. Pod ich ciężarem wiecha zgina się do ziemi i rozmnóżki zakorzeniają się w niej dając początek nowym osobnikom. Mogą też być przenoszone przez wodę. Liczba chromosomów 2n = 61-82.

## Zagrożenia
Kategorie zagrożenia gatunku:
- Kategoria zagrożenia w Polsce według Czerwonej listy roślin i grzybów Polski (2006)[7]: R (gatunek rzadki, potencjalnie zagrożony); 2016: DD (stopień zagrożenia nie może być określony)[8].
- Kategoria zagrożenia w Polsce według Polskiej Czerwonej Księgi Roślin[9][10]: DD (stopień zagrożenia trudny do określenia z braku danych).

Wszystkie znane stanowiska tego gatunku w Polsce znajdują się na chronionym obszarze Tatrzańskiego Parku Narodowego. Generalnie gatunek nie wydaje się zagrożony.